# Esquerdinha
João Henrique Mendes da Silva (Brasil, 28 de febrero de 2006), más conocido como Esquerdinha, es un futbolista brasileño que juega de defensa en el Fluminense F. C. del Campeonato Brasileño de Serie A.

## Estadísticas

### Clubes
Actualizado al último partido disputado el 25 de mayo de 2023.
| Club                      | Div.          | Temporada     | Liga  | Liga  | Liga   | Estatal | Estatal | Estatal | Copas nacionales | Copas nacionales | Copas nacionales | Copas internacionales | Copas internacionales | Copas internacionales | Total | Total | Total  |
| Club                      | Div.          | Temporada     | Part. | Goles | Asist. | Part.   | Goles   | Asist.  | Part.            | Goles            | Asist.           | Part.                 | Goles                 | Asist.                | Part. | Goles | Asist. |
| ------------------------- | ------------- | ------------- | ----- | ----- | ------ | ------- | ------- | ------- | ---------------- | ---------------- | ---------------- | --------------------- | --------------------- | --------------------- | ----- | ----- | ------ |
| Fluminense F. C. · Brasil | 1.ª           | 2023          | 0     | 0     | 0      | 0       | 0       | 0       | 0                | 0                | 0                | 1                     | 0                     | 0                     | 1     | 0     | 0      |
| Fluminense F. C. · Brasil | Total club    | Total club    | 0     | 0     | 0      | 0       | 0       | 0       | 0                | 0                | 0                | 1                     | 0                     | 0                     | 1     | 0     | 0      |
| Total carrera             | Total carrera | Total carrera | 0     | 0     | 0      | 0       | 0       | 0       | 0                | 0                | 0                | 1                     | 0                     | 0                     | 1     | 0     | 0      |